# Javier Mirón
Javier Mirón Caro (* 13. Dezember 1999 in Ibi, Provinz Alicante) ist ein spanischer Leichtathlet, der sich auf den 800-Meter-Lauf spezialisiert hat.

## Sportliche Laufbahn
Javier Mirón sammelte 2015 erste internationale Wettkampferfahrung im 800-Meter-Lauf. Im Juni gewann er die Silbermedaille bei den Spanischen U18-Meisterschaften, bevor er einen Monat später am Europäischen Olympischen Jugendfestival in Tiflis an den Start ging und mit 1:54,92 min im Finale die Bronzemedaille gewinnen konnte. 2016 kam er bei den Spanischen U18-Meisterschaften nicht über Platz 5 hinaus. Im März 2017 siegte er im 800-Meter-Lauf bei den Spanischen U20-Hallenmeisterschaften. Anschließend verbesserte er sich im Juni auf eine Zeit von 1:50,24 min und wurde kurz danach U20-Vizemeister Spaniens. Mirón qualifizierte sich für die U20-Europameisterschaften im italienischen Grosseto und zog in das Halbfinale ein, in dem er als Fünfter seines Laufes ausschied. 2018 gewann er in der Halle und in der Freiluft jeweils die Silbermedaille bei den Spanischen U20-Meisterschaften. 2019 steigerte er seine Bestzeit mehrfach. Ende August lief er in Huelva 1:47,95 min. Ein paar Tage später nahm er zum ersten Mal an den Spanischen Meisterschaften bei den Erwachsenen teil und konnte den sechsten Platz belegen. 2020 stellte er im Februar mit 1:47,29 min eine neue Hallenbestleistung auf. Anschließend belegte er den vierten Platz bei den Spanischen Hallenmeisterschaften. Im September wurde er schließlich Spanischer Vizemeister. 
2021 konnte sich Mirón erneut mehrfach verbessern. Anfang Juni lief er schließlich in Marseille mit 1:44,82 min eine neue persönliche Bestleistung und reihte sich damit, zu jenem Zeitpunkt, als sechstschnellster Spanier auf dieser Distanz ein. Damit erfüllte er zudem die Qualifikationsnorm für die Olympischen Sommerspiele in Tokio.

## Wichtige Wettbewerbe
| Jahr                | Veranstaltung                           | Ort                 | Platz               | Disziplin           | Zeit                |
| Startet für Spanien | Startet für Spanien                     | Startet für Spanien | Startet für Spanien | Startet für Spanien | Startet für Spanien |
| ------------------- | --------------------------------------- | ------------------- | ------------------- | ------------------- | ------------------- |
| 2015                | Europäisches Olympisches Jugendfestival | Tiflis              | 3.                  | 800 m               | 1:54,92 min         |
| 2017                | U20-Europameisterschaften               | Grosseto            | 5. (1. Halbfinale)  | 800 m               | 1:50,89 min         |

## Persönliche Bestleistungen
Freiluft
- 800 m: 1:44,82 min, 9. Juni 2021, Marseille
- 1500 m: 3:44,93 min, 6. September 2002, Madrid

Halle
- 800 m: 1:47,29 min, 19. Februar 2020, Sabadell
- 1500 m: 3:48,85 min, 23. Januar 2021, Valencia